# 1906년 중간 올림픽 육상 남자 창던지기
1906년 중간 올림픽 육상 남자 창던지기는 그리스 아테네에서 개최된 1906년 중간 올림픽 육상의 세부 종목이다. 1906년 4월 26일에 진행되었고 8개국에서 22명의 선수가 참가하였다.

## 경기장
| 도시   | 경기장              | 원어명             | 로마자               | 비고    |
| ------ | ------------------- | ------------------ | -------------------- | ------- |
| 아테네 | 파나티나이코 경기장 | Παναθηναϊκό στάδιο | Panathinaiko Stadium | 전 경기 |

## 경기 결과
| 순위 | 선수                            | 1      | 2      | 기록   | 비고 |
| ---- | ------------------------------- | ------ | ------ | ------ | ---- |
| 1    | 에릭 레밍 (SWE)                 | 49.660 | 53.900 | 53.900 |      |
| 2    | 크누트 린드베리 (SWE)           | 44.860 | 45.170 | 45.170 |      |
| 3    | 브루노 쇠데르스트룀 (SWE)       | 44.920 | 31.910 | 44.920 |      |
| 4    | 햘마르 멜란데르 (SWE)           | 불명   | 불명   | 44.300 |      |
| 5    | 베르네르 얘르비넨 (FIN)         | 불명   | 불명   | 44.250 |      |
| 6    | 헤이키 오흘만 (FIN)             | 불명   | 불명   | 44.000 |      |
| 7    | 아르네 할세 (NOR)               | 불명   | 불명   | 43.600 |      |
| 8    | 콘라 카를스루 (NOR)             | 불명   | 불명   | 불명   |      |
| 9    | 우노 하그만 (FIN)               | 불명   | 불명   | 43.250 |      |
| 10   | 프란티셰크 소우체크 (BOH)       | 불명   | 불명   | 39.000 |      |
| 11   | 버르거 팔 (HUN)                 | 불명   | 불명   | 38.750 |      |
| -    | 카를 칼텐바히 (GER)             | 불명   | 불명   | 불명   |      |
| -    | 파울 바인스타인 (GER)           | 불명   | 불명   | 불명   |      |
| -    | 바실리오스 파파게오르기우 (GRE) | 불명   | 불명   | 불명   |      |
| -    | 안드레아스 트솔리아스 (GRE)     | 불명   | 불명   | 불명   |      |
| -    | E. 파루시스 (GRE)               | 불명   | 불명   | 불명   |      |
| -    | 스타브로스 안토니아디스 (GRE)   | 불명   | 불명   | 불명   |      |
| -    | 에파미노나스 아네자키스 (CRT)   | 불명   | 불명   | 불명   |      |
| -    | 슈트러우스 쥴러 (HUN)           | 불명   | 불명   | 불명   |      |
| -    | 다비드 미할리 (HUN)             | 불명   | 불명   | 불명   |      |
| -    | 무딘 이스트반 (HUN)             | 불명   | 불명   | 불명   |      |
| -    | 룬트제르 죄르지 (HUN)           | 불명   | 불명   | 불명   |      |

## 메달리스트
| 금                 | 은                       | 동                           |
| 에릭 레밍 · 스웨덴 | 크누트 린드베리 · 스웨덴 | 브루노 쇠데르스트룀 · 스웨덴 |

## 참고 자료
- (영어) “Athletics at the 1906 Athina Summer Games: Men's Javelin Throw, Freestyle”. sports-reference.com. 2010년 8월 5일에 원본 문서에서 보존된 문서. 2011년 1월 6일에 확인함.
- (영어) De Wael, Herman. “Herman's Full Olympians: "Athletics 1906".”. 2016년 3월 5일에 원본 문서에서 보존된 문서. 2018년 11월 28일에 확인함.